# Бердениш
Бердениш (устар. Берда) — горько-солёное озеро в Озёрском городском округе Челябинской области. Площадь поверхности — 12,2 км². Высота над уровнем моря — 226,7 м. Является спецводоёмом «В-22».
По состоянию на конец XIX века в озере из промысловых рыб водились щука, ёрш, чебак, карась.
С 1959 года в связи с радиационным загрязнением (свыше 4 Ки/км² по стронцию-90) при радиационной аварии 1957 года и при разносе радионуклидов с озера Карачай в 1967 году, хозяйственное пользование озером, в том числе рыбная ловля, запрещено, озеро поныне находится в составе Восточно-Уральского заповедника. Это же касается и озера Урускуль. Ограничение с озера Кожакуль снято в 1980-х годах.
По данным исследований, проведённых в 2010-х годах, озеро поныне загрязнено радионуклидами, кроме того, повышено содержание тяжёлых металлов.

## География
Расположено в Озёрском городском округе на границе с Каслинским районом. В связи с радиоактивным загрязнением реки Теча в ходе производственной деятельности Комбината № 817 часть её воды из озера Иртяш в начале 1950-х годов была пущена в обход озера Кызылташ и прудов-водоёмов в русле реки «В-3» и «В-4» через озеро Бердениш путём устройства каналов. При радиационной аварии 1957 года озеро Бердениш попало в зону Восточно-Уральского радиоактивного следа и было значительно загрязнено выпавшими радиоактивными осадками, после чего каналы были перекрыты, а часть русла реки Теча была направлена по обводному левобережному каналу с озера Кызылташ, минуя Теченский каскад водоёмов. Рядом расположены озёра: Урускуль (спецводоём «В-23»), Кожакуль (спецводоём «В-25») и Кызылташ (спецводоём «В-2»).

### Населённые пункты
По состоянию на начало XIX века на берегу Бердениша располагалось селение Таулзакова Екатеринбургского уезда Пермской губернии, ранее территория прилегающая к озеру относилась к Мякотинской волости. По состоянию на вторую половину XIX века на южном берегу озера располагалась башкирская деревня Бердениш, которая после создания Челябинской области в 1934 году была включена в Каслинский район. Через 7-10 дней после радиационной аварии 29 сентября 1957 года население было отселено, все строения, имущество и животные захоронены. Деревня от места аварии располагалась наиболее близко из всех отселённых населённых пунктов (12-13 км), вследствие чего имела наибольшее загрязнение. Так, в первые дни после аварии мощность экспозиционной дозы по γ-излучению на открытой местности составляла 400 мкР/с (1,44 Р/час), β-активность всех изотопов на полу жилищ до 3,3 МБк/м², на обуви до 2,8 МБк/м², на одежде до 1,7 МБк/м², β-активность по стронцию-90 хлеба составляла 2,6 МБк/кг, зерна 700 кБк/кг, картофеля 170 кБк/кг, мяса 59 кБк/кг. Из суммарной активности изотопов активность, вызванная стронцием-90 и итрием-90, в питьевой воде составляла около 28 %, в молоке около 70 %, овощах около 16 %, цезием-137 в овощах около 6 %.